# Sergej Terpigorev
Sergej Nikolajevitj Terpigorev (ryska: Сергей Николаевич Терпигорев), född 24 maj (gamla stilen: 12 maj) 1841 i byn Nikolskoje i guvernementet Tambov (numera i Lipetsk oblast), död 25 juni (gamla stilen: 13 juni) 1895 i Sankt Petersburg, var en rysk författare, känd under pseudonymen S. Atava. 
Terpigorev väckte stor uppmärksamhet genom sina skisser från hembygden, Oskudjenie. Otjerki i zamjetki tambovskago pomjestjika (1880; ny upplaga 1882). Utan något större litterärt värde och betydligt föråldrad, åtnjöt denna ensidiga samhällssatir på sin tid stor popularitet och utmärkes för en godlynt humor, men utan socialt djup. Hans samlade skrifter utgavs i sex band på 1890-talet av Sergej Sjubinskij. Efter 1880 tillhörde Terpigorev "Novoje Vremja" som medarbetare under strecket.